# Hautrage Military Cemetery
Hautrage Military Cemetery is een Britse militaire begraafplaats met gesneuvelden uit de Eerste Wereldoorlog, gelegen in het Belgische dorp Hautrage, een deelgemeente van de Waalse stad Saint-Ghislain. De begraafplaats ligt 1,9 km ten zuidoosten van het dorpscentrum, langs de weg naar Saint-Ghislain. Ze heeft een trapeziumvormig grondplan met rondom pijnbomen aangeplant. Kenmerkend voor deze begraafplaats is de aanwezigheid van 537 Duitse slachtoffers. Deze graven staan bij de Volksbund Deutsche Kriegsgräberfürsorge geregistreerd als Hautrage Militärfriedhof. Het Cross of Sacrifice staat recht tegenover de toegang op een laag plateau. De begraafplaats wordt onderhouden door de Commonwealth War Graves Commission.
Er liggen 235 Britse doden.

## Geschiedenis
Hautrage was bijna de hele oorlog in Duitse handen. De begraafplaats werd in augustus en september 1914 door de Duitsers aangelegd. In de zomer van 1918 werden een groot aantal Britse slachtoffers die sneuvelden in 1914 uit de omgevende slagvelden en enkele kleinere begraafplaatsen naar hier overgebracht. Na de wapenstilstand werden nog 24 Britse doden afkomstig van Duitse begraafplaatsen in Couvin, Marche, Mariembourg, Thuin en Carnières naar hier overgebracht. Ook 85 Duitse doden uit het zuidwestelijk gebied van Bergen werden hier bijgezet.
Er worden 235 Britten (waaronder 60 niet geïdentificeerde) en 537 Duitsers (waaronder 353 niet geïdentificeerde) herdacht. Vijf Britten worden herdacht met Special Memorials omdat hun graven niet meer gelokaliseerd konden worden en men aanneemt dat ze zich onder de naamloze graven bevinden. Elf Britten hebben een grafsteen waarop de tekst Buried near this spot staat omdat zij in de buurt ervan begraven liggen maar niet precies weet waar. Drie Britten die in krijgsgevangenschap stierven en in Marche German Cemetery begraven waren maar waar hun graven niet meer teruggevonden werden, worden herdacht met Special Memorials waarop hun oorspronkelijke begraafplaats staat vermeld.

## Onderscheiden militairen
- Chandos Leigh, majoor bij de King's Own Scottish Borderers werd onderscheiden met de Distinguished Service Order (DSO).
- William Spence, sergeant bij het Duke of Wellington's (West Riding Regiment) werd onderscheiden met de Distinguished Conduct Medal (DCM).
- Frederick Catchpole, soldaat bij het Royal Berkshire Regiment ontving de Military Medal (MM).